# Tinh Đức
Tinh Đức (chữ Hán giản thể: 旌德县, Hán Việt: Tinh Đức huyện) là một huyện thuộc địa cấp thị Tuyên Thành, tỉnh An Huy, Cộng hòa Nhân dân Trung Hoa. Huyện Tinh Đức có diện tích 905 km2, dân số 150.000 người, mã số bưu chính là 242600, huyện lỵ đóng ở trấn Tinh Dương. Về mặt hành chính, huyện này được chia thành 5 trấn, 5 hương.
- Trấn: Tinh Dương, Thái Gia Kiều, Tam Khê, Miếu Đô, Bạch Địa.
- Hương: Hưng Long, Tôn Thôn, Vân Nhạc, Bản Thư, Du Thôn.